# 田村寿子
田村 寿子（たむら としこ、1946年（昭和21年）12月5日 - ）は、東京都出身の女優。

## 人物・来歴
- 俳優座養成所16期生卒業。
- 劇団民藝出身。
- オフィスアドック所属。
- ホームドラマ系のテレビドラマ作品に出演することが多かった。

## 主な出演作品

### テレビドラマ
- 「おねえさんといっしょ」（1963年4月1日〜1964年4月4日）
- 「ただいま11人」（1964年6月4日〜1967年3月23日）
- 「ふたたび五月が…」（1964年11月14日）
- 「町」（1966年3月24日）
- 「戦国太平記 真田幸村」（1966年10月24日〜1967年10月16日）
- 「岬での告白」（1967年6月4日・東芝日曜劇場（第547回））
- 「くちなしの花」（1967年12月10日・東芝日曜劇場（第574回））
- 「正子絶唱・前編」（1968年2月18日・東芝日曜劇場（第584回））
- 「正子絶唱・後編」（1968年2月25日・東芝日曜劇場（第585回））
- 「雨」（1968年3月7日）
- 「前進せよ!」（1968年4月14日・東芝日曜劇場（第592回））
- 「愛妻くんこんばんは・結婚入学」（1968年5月5日）
- 「セーターと花束」（1969年2月9日・東芝日曜劇場（第635回））
- 「父と娘の季節」（1969年9月1日〜9月12日・NHK銀河ドラマ）
- 「父と私の季節」（1970年1月31日〜2月21日・NHK銀河ドラマ）
- 「ひとごろし」（1970年3月8日・東芝日曜劇場（第691回））
- 「おれは男だ!」（1971年2月21日〜1972年2月13日）
- 太陽にほえろ!　第226話「天国からの手紙」（1976年） - 松原文江
- 「ヒットソング殺人事件・女が歌うとき人が死ぬ」（1982年11月6日・ザ・サスペンス）

### 映画
- 「眠狂四郎多情剣」（1966年3月12日・大映京都）
- 「野良犬」（1966年11月26日・大映東京）